# Филолошки факултет Универзитета у Бањој Луци
Филолошки факултет у Бањој Луци налази се у саставу Универзитета у Бањој Луци, једног од два државна универзитета у Републици Српској.
Декан Филолошког факултета је проф. др Биљана Бабић.
Филолошки факултет је један од најмлађих факултета на Универзитету у Бањој Луци и у Републици Српској. Формиран је средином 2009. године, а настао је издвајањем студијских програма: Српски језик и књижевност, Енглески језик и књижевност, Њемачки језик и књижевност, Италијански језик и књижевност и српски језик и књижевност и Француски језик и књижевност из састава Филозофског факултета. Накнадно је у саставу Филолошког факултета покренут и студијски програм Руски и српски језик и књижевност.
Настава се изводи на свим студијским програмима на првом и на другом циклусу студија изузев студијског програма Руски и српски језик и књижевност, на којем се настава реализује само на првом циклусу студија.
Студијски програми су организовани према тростепеном моделу (4+1+3) студија.